# Guillaume de Sainte-Mère-Église
Guillaume de Reviers de Sainte-Mère-Église, né dans cette ville, décédé en 1224, est un évêque de Londres de 1199 à 1221.

## Biographie
Guillaume de Reviers est d'abord clerc de la chambre du roi Henri II d'Angleterre, puis recteur de Harewood.
Il est nommé évêque de Londres le 16 septembre 1199 par Jean sans Terre, et qui le 27 mai avait assisté au couronnement de ce dernier.